# 羅平 (武登)
羅平（1594年），是越南后黎朝时期起事领袖武登的年号，共计1年。

## 纪年
| 羅平 | 元年     |
| ---- | -------- |
| 公元 | 1594年   |
| 干支 | 甲午     |
| 黎朝 | 光興17年 |